# Тамалин
Тамалин e музикален перкусионен инструмент от групата на мембранофонните инструменти. Има ганайски произход.
Представлява правоъгълна дървена рамка. От едната ѝ страна е опъната кожа, а от другата страна напряко, под формата на кръст са сковани две летвички, за които инструментът се захваща с една ръка, докато с другата се удря по кожата.